# CargoLifter

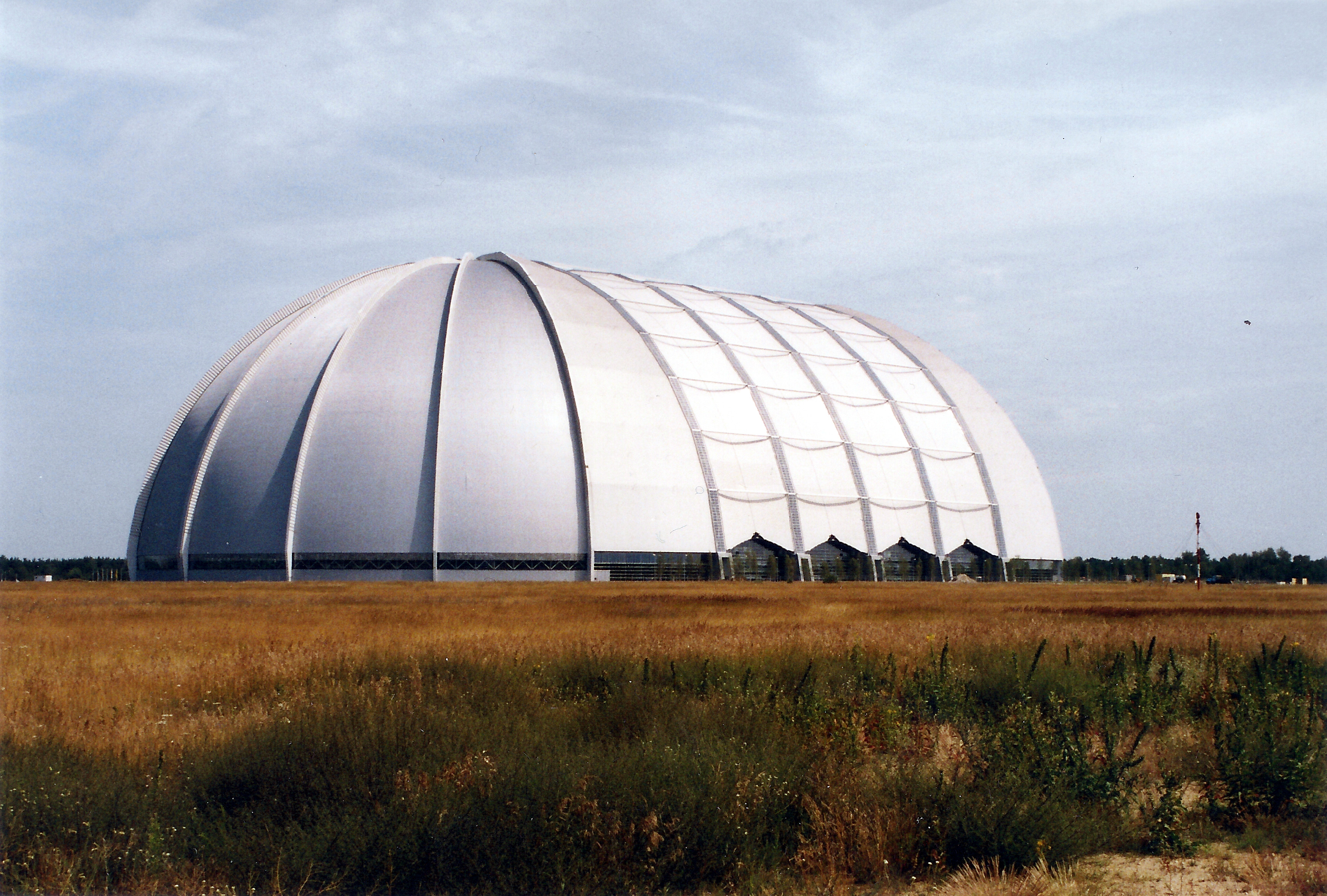
Ангар (360 м в длину, 220 м в ширину и 106 м в высоту)

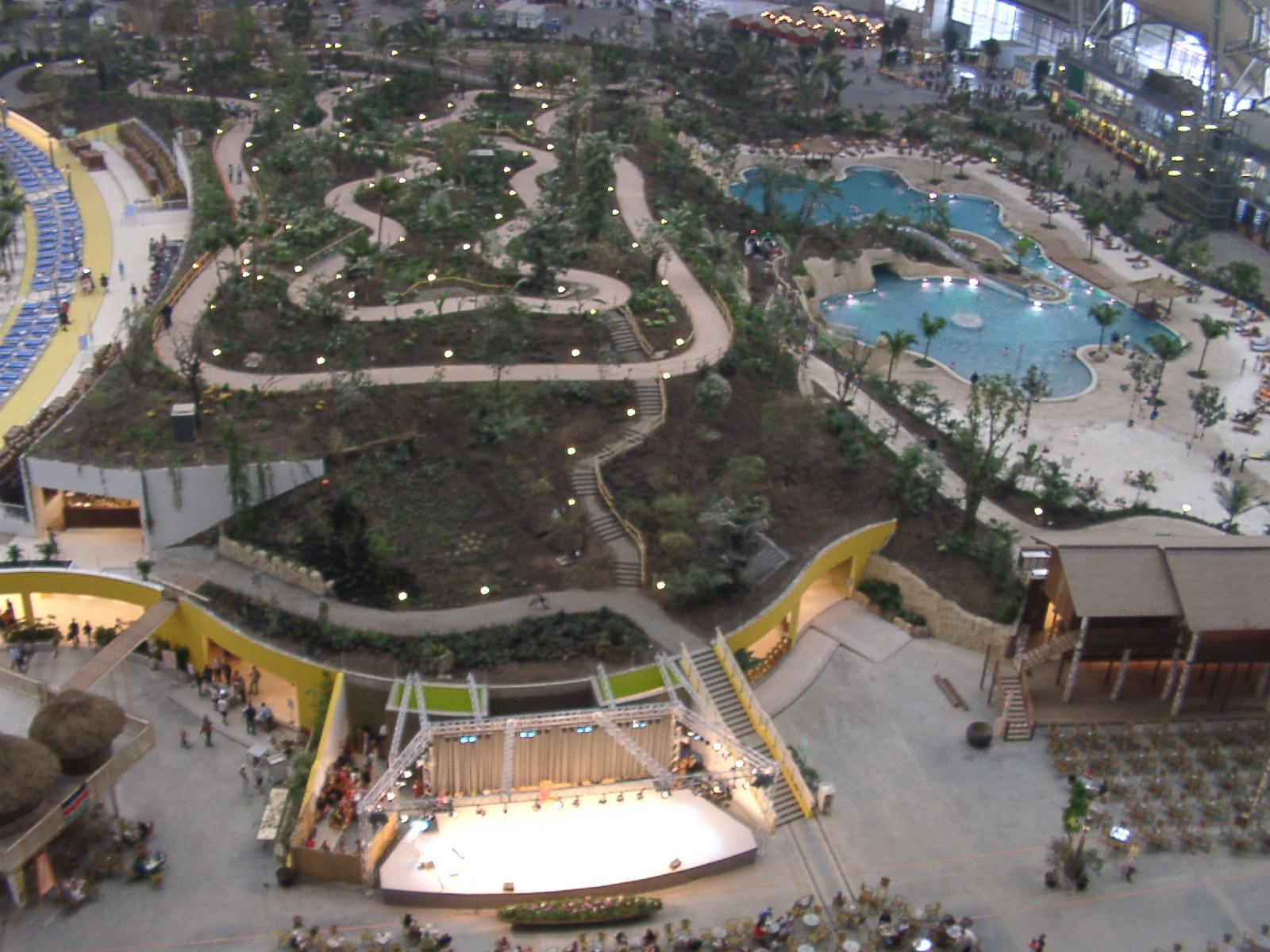
Парк развлечений «Тропические острова» в ангаре

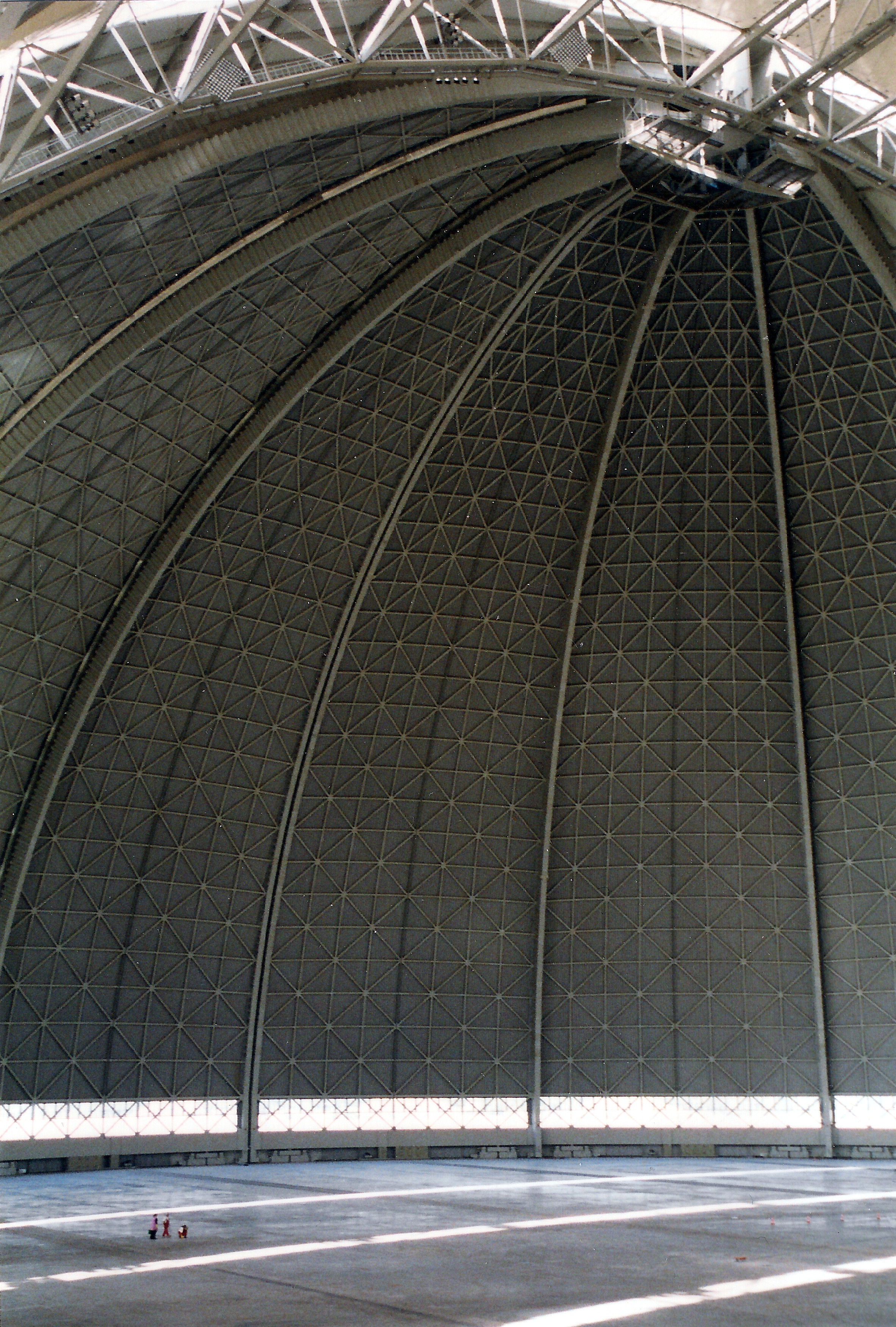
Внутреннее пространство ангара (обратите внимание на людей в левом нижнем углу)

Ныне прекратившая своё существование компания Cargolifter AG возникла 1 сентября 1996 года в Висбадене (Германия), и была создана для предоставления услуг и материально-технического обеспечения в области транспортировки тяжеловесных и негабаритных грузов. Этот сервис был основан на идее создания дирижабля большой грузоподъёмности CargoLifter CL160.
Однако этот дирижабль (объём 550 000 м³, длина 260 м, диаметр 65 м, высота 82 м), предназначенный для перевозки 160 тонн полезного груза на расстояние до 10 000 км, так и не был построен, несмотря на значительный объём работ, проделанных в этой области. Тем временем на неиспользуемом военном аэродроме был построен ангар, предназначенный для производства и эксплуатации CL160. Ангар (360 м в длину, 220 м в ширину и 106 м в высоту), был сам по себе чудом техники и является до сих пор самым большим подобным объектом, превышая по размерам эллинги 1930-х годов.
Технические сложности (сродни проектированию авиалайнера), ограниченные финансовые средства, а также малый срок, имевшийся у зачинателей мероприятия перед переходом на самоокупаемость, сделали проект довольно рискованным — выяснилось, что собранных в результате продажи акций средств было недостаточно для доведения проекта до конца. В итоге 7 июня 2002 года компания объявила о своей несостоятельности и начале процедуры ликвидации с начала следующего месяца. Судьба 300 млн евро, вырученных в результате продажи акций более чем 70 000 инвесторам, по-прежнему неясна.
В июне 2003 года объекты были распроданы компанией за менее чем 20 % от стоимости расходов на строительство. Ангар-гигант ныне используется в качестве парка развлечений под названием «Тропические острова», который открылся в 2004 году.